# You Better You Bet/The Quiet One
You Better You Bet/The Quiet One è un singolo del gruppo rock britannico The Who, pubblicato nel 1981 ed estratto dall'album Face Dances.
Il brano è stato scritto e composto da Pete Townshend.

## Tracce
1. You Better You Bet – 3:58
2. The Quiet One – 3:09